# 广西掌叶秋海棠
广西掌叶秋海棠（学名：Begonia hemsleyana var. kwangsiensis）是秋海棠科秋海棠属掌叶秋海棠的变种。分布在中国大陆的广西等地，生长于海拔1,200米至1,300米的地区，多生于峡谷深处，目前尚未由人工引种栽培。